# Martin Mulligan

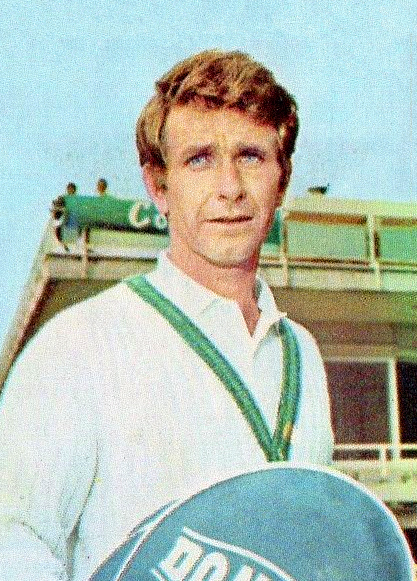
Martin Mulligan

Martin F. "Marty" Mulligan, född 18 oktober 1940 i
Sydney, New South Wales, är en australisk högerhänt tidigare tennisspelare.

## Tenniskarriären
Martin Mulligan utmärkte sig redan som junior då han i en turnering som 16-åring vann en under 19-match med 6-0, 6-0 utan att förlora en enda poäng under hela matchen. Han blev senare australisk juniormästare 1958.
Som seniorspelare vann han ett flertal singeltitlar, dock aldrig i någon av de 4 Grand Slam-turneringarna. Däremot nådde han 1962 oseedad singelfinalen i Wimbledonmästerskapen. Han mötte där landsmannen Rod Laver som den säsongen var på väg mot sin första äkta Tennisens Grand Slam. Laver besegrade Mulligan med 6-2, 6-2, 6-1.
Mulligan vann 3 gånger singeltiteln i Italienska mästerskapen i Rom, en turnering som vid den tiden räknades som den förnämsta grusturneringen efter Franska mästerskapen. Första gången var 1963 då han finalbesegrade Boro Jovanovic (6-2, 4-6, 6-3, 8-6). 1965 vann han titeln igen, denna gång efter att i finalen ha besegrat den spanske världsstjärnan Manuel Santana (1-6, 6-4, 6-3, 6-1). 1967 tog han sin sista titel. I finalen slog han landsmannen Tony Roche (6-3, 0-6, 6-4, 6-1). Säsongen 1967 var för övrigt hans allra bästa, han spelade då i 22 finaler och vann 17 titlar.
Bland Mulligans övriga turneringssegrar kan nämnas Tyska mästerskapen (1963) och Svenska mästerskapen i Båstad (1967, 1968). Han nådde final i herrdubbeln i Australiska mästerskapen 1961 tillsammans med Roy Emerson. 
Martin Mulligan deltog i det italienska Davis Cup-laget säsongen 1968. Han spelade totalt 11 matcher av vilka han vann 9. Det året nådde laget Europafinal mot Spanien, och Mulligan spelade stor roll för de italienska framgångarna. Det italienska laget förlorade finalen med 3-2 i matcher, men Mulligan besegrade i den ena av sina singlar den spanske ettan Manuel Orantes. Tillsammans med Nicola Pietrangeli vann han också dubbelmatchen över det spanska laget.

## Spelaren och personen
Martin Mulligan var en av flera tennisspelare från Australien som trotsade det Australiska tennisförbundets påbud från 1961 som gällde förbud för toppspelare att utanför Australien delta i turneringar som erbjöd prispengar. Förbundet förbehöll sig rätten att bestämma vilka turneringar spelarna fick delta i, med utgångspunkten att dessa strikt skulle följa ITFs amatörregler. 1964 flyttade Mulligan till Rom.
Mulligan blev proffs 1968 och var kontrakterad för ATP-touren från 1972. Han avslutade sin tävlingskarriär 1975.